# Steinkeller (Adelsgeschlecht)

Wappen derer von Steinkeller, pommersche Linie

Steinkeller, auch Steynkeller, Stenkelre oder Stenkeller, ist der Name eines alten mecklenburgisch-pommerschen Adelsgeschlechts.

## Geschichte
Das Geschlecht erscheint urkundlich erstmals am 11. November 1355 mit Wolder von Steinkeller und seinen Söhnen Konrad und Alard und Wolder. Die Familie war in Vor- und Hinterpommern und im schwedischen Pommern, dem späteren Regierungsbezirk Stralsund, sowie in der Mark Brandenburg ansässig. In der Mark waren sie u. a. in Bahrensdorf, Krügersdorf (Kriegersdorf) und Görsdorf b. Storkow begütert. Wolter vom Steinkeller war Einwohner von Parchim im Jahre 1384. Er hatte Besitz in Stralendorf, welchen er an seine Söhne Alhard und Konrad vererbte.
Die Familie von Langenn-Steinkeller, welche vor allem in der Neumark begütert war, ging aus ihnen hervor.

## Pommern

Wappen der pommerschen Linie

### Wappen
Auf einem blauen Schild im Schildesfuß ein rotes Herz, in welchem drei Degen, der eine senkrecht, der andere schräg rechts und der dritte schräg links, mit den Spitzen stecken. Auf dem gekrönten Helm drei doppelte blaue Lilien, so gestellt, wie die Schwerter im Schild. Die Helmdecken sind blau und rot.
Bei Johann Siebmacher ist das pommersche Wappen 1701 ebenso, nur die Lilien blau, silbern und blau, die Helmdecken blau und silbern.

### Geschichte
Erwähnung des Hans Stenkelre, 1465 zu Pantelitz (Pantlitz), Kreis Franzburg. Hans von Steinkeller, seit 1479 Herr auf Pantelitz, befand sich unter den 300 Rittern, welche den Herzog Bogislaw X. von Pommern von 1496 bis zu ihrer Rückkehr 1498 auf dem Zug in das Heilige Land begleiteten. Thomas Steinkeller, Erbgesessener zu Pantelitz im Jahre 1523. Das Patronat endete 1660 in Pantelitz. In der Mitte des 17. Jahrhunderts teilte sich durch die Brüder Ernst und Philipp von Steinkeller die Familie in zwei Linien. Ernst von Steinkeller, welcher die Güter Krügersdorf in der damaligen Herrschaft Beeskow, Görsdorf b. Storkow in der damaligen Herrschaft Storkow, und Birkholz im damaligen neumärkischen Landkreis Friedeberg Nm. (heute Brzoza, Ortsteil von Strzelce Krajeńskie, Powiat Strzelecko-Drezdenecki, Polen) kaufte und den dort bis dahin belehnten Familienzweigen erblich stiftete (krügersdorf-birkholzsche Linie), und Philipp von Steinkeller auf Wiepkenhagen, Begründer der rötzenhagenschen Linie.

#### Rötzenhagensche Linie
I.) Philipp von Steinkeller auf Wiepkenhagen, fürstlich pommerscher Stallmeister, wurde 1623 mit Rötzenhagen belehnt. Das Rittergut gehörte ursprünglich zu den Lehnsgütern derer von Natzmer, wurde nun jedoch herausgenommen. Philipp ehelichte Ursula von Kleist am 7. Februar 1625. Am 11. Januar 1635 erhielt er für die Mühle in Sommin (Sominy), Landkreis Bütow, das Privileg.
1. Der spätere Herr auf Rötzenhagen, Bogislaw Ernst von Steinkeller, war seit dem 10. November 1668 verehelicht mit Sophie Juliane von Manteuffel, eine Witwe, welche die Güter Groß Schwirsen und Wocknin (Okunino) in die Ehe brachte.[9] Nach dem Tod von Bogislaw Ernst von Steinkeller, erhielten seine Söhne das Erbe mit dem Teilungsvergleich vom 3. März 1732.
  1. Sein Sohn, der Rittmeister Ernst von Steinkeller, Besitzer des Gutes Ristow im Jahre 1717,[10] und der Major Ernst von Natzmer, welcher ebenfalls zu Rötzenhagen saß, befanden sich seit dem Erbe in einer Dauerfehde. In den Jahren 1742–1744 lagen Klagen wegen Verletzung des Duelledikts,[11] in den Jahren 1745–1746 wegen Austragung einer Schlägerei gegen die beiden vor.[12]
  2. Bruder Hans Caspar kaufte am 11. Juli 1774 vom Major Friedrich Ernst von Wrangel das Gut Rochow.[13]
  3. Rittmeister Jacob Ewald von Steinkeller († vor August 1764) wurde durch jenen Teilungsvergleich vom 3. März 1732 Herr auf Rötzenhagen.[14] Im Heimatmuseum Rügenwalde fand sich in der Sammlung ein Krankenkommisionstuch von ihm aus weißer Seide mit Goldrandstickerei. Es hatte zwei Inschriften und zwei Wappen, rechts von Steinkeller. Auf der Unterseite eine lateinische Stickerei: „Gloria in eccelsis Deo, pater peccavi, o miserere mei, ipse fecit“. Anno 1743.[15] Das Gut geriet nach dem Tod Steinkellers in Konkurs und wurde gerichtlich am 3. August 1764 seiner Witwe Anuisa Lucia Margaretha von Lettow gegen Höchstgebot zugesprochen.[14] Im Februar 1775 war sie die Patronin von Rötzenhagen.[16]
    1. Der Sohn Friedrich Lebrecht von Steinkeller (* um 1759)[17] war 1804 Herr auf Ristow und Rötzenhagen.
      1. Durch die Heirat seiner Tochter Emilie (1797–1866) mit Anton Bernhard Johann Otto Wilhelm von Bonin (1779–1851) kommt das Gut in den Besitz derer von Bonin, ehe es 1835 an den Landwirt Mellenthin veräußert wurde. Die Nachkommen lebten zu Treptow an der Rega.
      2. Bekannt ist 1837 ein Landschaftssyndicus, vermutlich sein Sohn und dessen Kinder:
        1. Eugen Bogislaw Ewald von Steinkeller zu Treptow an der Rega (* 4. Juni 1833 in Treptow an der Rega; † 7. März 1877), verehelicht mit Olga Emilie von Dorpusch-Dorpowski oder Dorponska (* 1. März 1841 in Stargard in Pommern; † 14. März 1897 in Potsdam). Er lebte auch in Gartz (Oder) und war 1865–1873 Mitglied der zu den drei Weltkugeln arbeitenden Sankt-Johannis-Freimaurerloge „Wilhelm zur Männerkraft“ im Oriente von Kolberg (gestiftet am 24. Juni 1809).
          1. Tochter war Martha Emilie Hermine Luise Veronika Adelheid von Steinkeller (* 26. Januar 1864 in Kolberg; † 26. Februar 1945 in Potsdam).
          2. Gemeinsamer Sohn war Carl Bogislaw Ewald von Steinkeller (* 25. März 1866 in Gartz).

        2. Marie von Steinkeller (* 27. September 1840 in Treptow an der Rega), Schriftstellerin, schrieb in der zweiten Hälfte des 19. Jahrhunderts Bücher, u. a. Aus der Vergangenheit der Stadt Treptow an der Rega und ihrer Umgebung. Unter dem Pseudonym Sophie von Keller auch Jugendgeschichten.[18] Die Tochter ihrer Cousine war die Expressionistin Gustava von Veith (1879–1970). Deren Schwester Mathilde war ebenfalls eine verehelichte von Steinkeller in Kolberg.[19]

Leider sind die Urkunden und Berichte zu diesem Familienzweig spärlich, da die Sammlung, begonnen von der Familie Lettow auf Broitz und an den Neffen Friedrich Lebrecht von Steinkeller übergeben, zerstört wurde. Die Erben hatten die Bibliothek nach Gewicht verkauft und somit eine wertvolle Sammlung zur pommerschen und eigenen Geschichte aus der Hand gegeben,

### Namensträger
- Hans von Steinkeller, Hauptmann auf dem Schloss Ratzeburg, im Inventar wurden 1595 zwei Harnische vermerkt, welche er seinem Nachfolger Paul von Langenn hinterlassen hatte.[21]
- Sylvia Sophia von Steinkeller († 1778), Ehefrau des Joachim von Glasenapp († 18. Mai 1765)
- Gutsbesitzer von Steinkeller in Carwitz im Kreis Schlawe: George Franz Friederich von Steinkeller, verehelicht mit Sophia Friederica Justina von Drosedow aus dem Hause Coesterwitz bei Köslin (* 1788). Gemeinsamer Sohn ist Leutnant Bogislav Wendelin Hans Emil Lorenz von Steinkeller (* 24. Oktober 1819 in Carwitz), gefallen vor Belfort 1871 während der Schlacht an der Lisaine, (Todesanzeige 13. Februar 1871)[22]
- Leutnant Otto Bogislaw Ernst von Steinkeller, Nachkomme der Pantelitzer, erwarb 1858 das Rittergut Tessin nahe Kolberg[23]
- Bogislav Franz Ewald von Steinkeller, verehelicht mit Friederica Hedewig Carola von der Osten. Gemeinsamer Sohn ist Friederich Heinrich Adolph von Steinkeller (* 8. November 1805 in Carwitz)
- Elsbeth-Marie Baronin von Steinkeller (* 16. Februar 1869 in Stadthof zu Friedeberg; † 14. Februar 1945), Schriftstellerin, schrieb in der ersten Hälfte des 20. Jahrhunderts unter dem Pseudonym Else von Steinkeller Kinder- und Jugendgeschichten.[24] Sie stand ebenfalls im Briefwechsel mit Gustava von Veith.
- Hedwig Minna Mathilde von Steinkeller, verehelicht am 20. Dezember 1882 in Brandenburg (Havel) mit Gustav Bernhard Philipp Carl von der Lancken, Regiment 7, Invaliden Kompanie
- Generalmajor Friedrich-Carl von Steinkeller (* 28. März 1896 in Deutsch Krone; † 19. Oktober 1981). Unter Generalfeldmarschall Erwin Rommel[25] war er 1940 Kommandeur des Krad-Schützen-Bataillons 7 der 7. Panzer-Division. Im Jahre 1942 wurde ihm das Deutsche Kreuz in Gold verliehen. Zum Oberstleutnant befördert wurde er Kommandeur des Krad-Schützen-Bataillons 1 der 7. Panzer-Division, ab 1943 Kommandeur des Panzergrenadier-Regiments 7 der 10. Panzer-Division. Im selben Jahr wurde ihm das Ritterkreuz des Eisernen Kreuzes verliehen. Von April 1944 an Kommandeur der Division Feldherrnhalle, zwei Monate später Beförderung zum Generalmajor. Am 8. Juli 1944 kam er in sowjetische Gefangenschaft, aus welcher er erst elf Jahre später, am 9. Oktober 1955 nach Hannover zurückkehrte. Er gehörte als Unterzeichner zum Aufruf der 17 Generäle und zum Aufruf An Volk und Wehrmacht von 50 deutschen Generälen.[26]

## Märkische Linie

### Wappen
Im blauen Schilde über drei grünen Hügeln drei mit den Spitzen nach dem mittleren gerichtete, silberne Schwerter mit goldenen Griffen. Auf dem Schilde steht ein gekrönter Helm, aus welchem ein vorwärts sehender, mit Laub umgürteter, wilder Mann aufwächst, welcher in jeder Hand eine blaue Lilie nach außen hält. Die Helmdecken sind blau und silbern.

### Bistum Lebus
Im Jahre 1354 fiel Falkenberg an das Bistum Lebus, vermutlich bereits zu diesem Zeitpunkt war Hans Steynkeller dort belehnt. Kunde enthalten die Urkunden von ihm auch 1364. Im Jahre 1437 werden die (von) Steinkellers zu Zeschdorf wegen eines Streites um die Fischerei auf dem See bei Hohenjesar erwähnt. Am 10. April 1453 finden sich in einer Verkaufsurkunde neben Andreas von Ihlow auch die Brüder Hans und Balthasar (von) Steinkeller zu Alt Zeschdorf.
In der Urkunde von 1488 wird der Besitzer Falkenbergs ebenfalls genannt: Georg von Steinkeller, der letzte wurde 1496 erwähnt, Joachim von Steinkeller. Später ging das Gut in den Besitz derer von Ihlow über. Hans von Steinkeller († 1532), seit 1473 in Wulkow ansässig, im Jahre 1493 mit dem Vorwerk Wulkow nebst 2 Schock Geldes belehnt, wie zuvor sein Vater und „zu Conersdorff besessen“ (1493), wurde von Joachim I. (Brandenburg), Kurfürst von Brandenburg, im Jahre 1509 mit Kunersdorf und Wulkow belehnt. Seine Söhne Hans und Balzer († 1554) wurden 1538 mit ihren gesamten Lehngütern Vasallen der Lebuser Bischöfe und erhielten im Jahre 1571 zum letzten Mal den Lehnsbrief über selbige. Wilhelm von Steinkeller kaufte vom Markgrafen Johann Lehen zu Sachsendorf, da dieser am 13. Januar 1571 starb, Wilhelm jedoch in einem Lehensbrief 1571 erwähnt wurde, muss dies kurz vor dessen Tod geschehen sein. Hans von Steinkeller begleitete den Sarg bei der Beisetzung. Balzers Sohn Ernst von Steinkeller († 1570/1571) war mit Agatha Streumen (von Strumen) verheiratet, die Ehe blieb ohne männlichen Erben, so dass die Güter den Söhnen seines Vetters Hans zu Sachsendorf zufielen. Am 15. September 1577 verkauften die Brüder Hans, Jürgen und Kurt von Steinkeller, Kunersdorf und das Vorwerk Wulkow mit zwei Schock Einkünften, dem Kreuzmühlen-Teich, und dem Mühlenteich auf dem Booßener Felde, nebst Wasser, worauf die Mühle lief, dem Hans von Burgsdorf zu Podelzig (1515–1601). Dieser wurde 1579 mit den Gütern belehnt und bekam 1589 noch die Anteile derer von Steinkeller an Sachsendorf. Diese besaßen seit 1525 das halbe Dorf, welches von den Brüdern Albrecht, Jacob und Martin Grosse zu Lichtenberg und Rosengarten an sie verkauft wurde. Auf Wüsten-Wulkow, später so genannt nach den Zerstörungen des Dreißigjährigen Krieges, war er bis 1598 ansässig.
Seit 1518 waren die Bischöfe von Lebus die Pfandherren des Amtes Beeskow-Storkow, dort erwarben sie das Gut Krügersdorf und belehnten ihren Schlosshauptmann Hans von Steinkeller († 1553/1554) damit. Mit ihm begann im Jahre 1534 die mehr als 300 Jahre dauernde Erblinie über das Gut Krügersdorf. Als Hauptmann zu Beeskow (Besko), empfing er während der Reformationszeit, an einem Mittwoch in der heiligen Osterwoche (8. April 1545), durch den Landvogt der Niederlausitz einen Lehnbrief über Anteile am Schloss und Städtchen Drebkau (Drepko) aus dem Besitz des Luppold von Köckritz. Bereits 1541 hatte er ein Freihaus in Drebkau. Wilhelm von Steinkeller hatte „für andere Leute“ eine Bürgschaft übernommen und musste, als er daraus in Anspruch genommen wurde, am 15. September 1575 seinen Anteil Drebkau gegen ein Darlehn von 15.000 Talern verpfänden. Um 1622 verlor er Besitzanteile in Drebkau, da er die Schuldforderung zu erfüllen hatte. Im Jahre 1716 war Drebkau unter die von Köckritz, von Köpping und die Familie von Steinkeller aufgeteilt.

#### Krügersdorf-Birkholz’sche Linie
1. Stammvater der Krügersdorfer war Hans von Steinkeller († 1553/1554).[40] Im Jahre 1534[41] war er Hauptmann von Beeskow und wurde im selben Jahr durch den Bischof von Lebus, Georg von Blumenthal, mit Krügersdorf belehnt.[42] In der Krügersdorfer Lehnsurkunde wird auch sein Bruder Balzer (Balthasar) von Steinkeller auf Wulkow († 1554) genannt, an welchen im Falle eines kinderlosen Todes Krügersdorf fallen würde. Auch Balzer war zeitweise Hauptmann von Beeskow.[43] Hauptmann Hans von Steinkeller nahm 1549 als Abgesandter des Lebuser Bischofs an der Tagung der Ober- und Niedersächsischen Kreise in Jüterbog teil, er wird hier als Hauptmann zu Besickau (~ Beeskow) bezeichnet.[44] Nach dem Tod des Hans von Steinkeller erbte sein Sohn Georg das Gut Krügersdorf, während für seine Brüder 1556 die Belehnung mit einer Hofstätte zu Bornsdorf bekannt ist.
  1. Georg von Steinkeller († vor 1609) wird 1574 von Johann Georg, dem Markgrafen zu Brandenburg, mit Krügersdorf belehnt. In dem Lehnsbrief werden als weiterer Besitz, das halb Dorf Lubisch, im Amt Storkow, sowie das Lehngut Bornsdorf genannt, welche der Vater (1.) gekauft hatte. Weiterhin werden als Brüder Hans, Wilhelm, Kurdt und Philipp von Steinkeller (Begründer der Rötzenhagener Linie) erwähnt. Nach dem Tod des Markgrafen, erhält Georg von Steinkeller im Jahre 1599 von dessen Nachfolger Joachim Friedrich erneut einen Lehnsbrief.[45]
    1. Balthasar von Steinkeller († vor 1641) heiratet 1609 Margaretha von Illowen (* 1593; † 1621). Im gleichen Jahr erhält er von dem Markgrafen Johann Sigismund den Lehnsbrief über Krügersdorf. Hierin werden zusätzlich Martin, Sohn von Hans (†) und Wilhelm, Sohn von Wilhelm (†) von Steinkeller genannt. 1620 bekommt Balthasar von Steinkeller erneut einen Lehnsbrief, diesmal vom Markgrafen George Wilhelm.[46]
      1. Ernst von Steinkeller auf Krügersdorf und Görsdorf (* 19. August 1618; † 12. Januar 1685) und Frau Ursula Margaretha von List aus dem Hause Cantendorf (Komptendorf) bei Cottbus, Tochter des Hildebrand von List († 6. September 1700)[47]
        1. Margarethe von Steinkeller aus dem Hause Krügersdorf († 19. März 1721 auf ihrem Gut zu Steinkirchen bei Lübben, begraben am 24. März 1721 in Krügersdorf) und Christoph Lorenz von Rüitz auf Drebitz (Drewitz), Herr auf Brunckow in der Niederlausitz, (* 1. Juni 1653; † 12. Oktober 1710, begraben in Krügersdorf)
          1. Erdmann Ernst von Rüitz (* 9. August 1693 zu Trebitz; † 27. Dezember 1756 auf Birkholz), königlich preußischer Generalleutnant, Obrist des Rothenburgschen Dragonerregimentes, seit 1745 Ritter des Ordens Pour le Mérite[48]
          2. Anne Margarethe von Rüitz († 2. Dezember 1752 zu Krügersdorf), ehelichte am 29. November 1709 ihren Cousin aus der mütterlichen Linie, 1.2.1) Martin Christian Ernst von Steinkeller (* 26. Juni 1688 in Görsdorf; † 13. Dezember 1736), Erbherr auf Krügersdorf und Görsdorf.
            1. Ernst Ludolf (Rudolph) von Steinkeller[49] (* 17. März 1711; † 2. Mai 1772) Erbherr auf Krügersdorf, königlich preußischer Hauptmann. Verehelicht am 14. September 1755 mit Christiane Louise von Zabeltitz aus dem Hause Eichow (* 3. August 1731; † 7. März 1807)
              1. Christiane Ernestine von Steinkeller aus dem Hause Krügersdorf (* 3. September 1750; † 7. Oktober 1817)
              2. Anton Abraham von Steinkeller auf Krügersdorf (1714–1781), königlicher Generalmajor und 1764 Inhaber des Infanterieregiments No. 26.[50] In den Jahren 1774 bis 1781 Kommandant der Haupt- und Residenzstadt Berlin, Ritter des Ordens Pour le Mérite, Amtshauptmann zu Schlanstädt und Oschersleben. Am 30. September 1745 wurde er als Leutnant in der Schlacht von Soor verwundet.[51] Den Orden Pour le Mérite bekam er 1760 durch sein Bravour in der Schlacht von Torgau.[52] Am 24. Dezember 1769 schenkt König Friedrich II. ihm ein Tafel- und Teeservice aus Porzellan.[53] Er starb am 3. Juli 1781 ledig in Berlin, beigesetzt in den Grüften der Berliner Garnisonkirche.[54]
              3. Balthasar Christoph von Steinkeller († 1777), Erbherr auf Birckholtz (Birkholz, Brzoza), königlich preußischer Major der Kavallerie. Am 4. Juni 1754 nahm er als Leutnant im von Rothenburgischen Regiment an der Schlacht von Hohenfriedberg teil, wo er verwundet wurde.[55]
                1. Abraham Ernst von Steinkeller († 3. Oktober 1826)[56]
                  1. Adoption des Heinrich August Sigmund von Langen (Langenn) auf Wildenow (Wielisławice).

              4. Charlotte Juliana von Steinkeller, verehelicht mit Gottlob Erdman von Löschbrand, Erbherr auf Saaro und Silberberg, königlich preußischer Hauptmann
                1. Charlotte von Löschbrand (* 1748; † 19. August 1752)

              5. Friederica Louise von Steinkeller, verehelicht mit Otto Ernst von Langen, Erbherr auf Skadow, königlich polnischer Hauptmann

      2. Balthasar von Steinkeller auf Görsdorf ehelichte Ursula von Pannwitz aus dem Hause Kahren
        1. Martin Christian Ernst von Steinkeller (* 26. Juni 1688 in Görsdorf; † 13. Dezember 1736), Erbherr auf Krügersdorf und Görsdorf ehelichte Anne Margarethe von Rüitz († 2. Dezember 1752 zu Krügersdorf)
          1. Elisabeth Louisa von Steinkeller († 5. März 1787) ehelichte Christian Erich von Münchow (* 7. März 1695 in Nassow (Nosówko); † 15. März 1750 in Nassow)

Die krügersdorf-birkholzsche Linie erlosch im Mannesstamm am 3. Oktober 1826 mit Abraham Ernst von Steinkeller.

#### Namensträger
- Konrad Steinkeller hatte die Bede der Mühle zu Worin inne. Nach seinem Tod verkauften seine Söhne Konrad, Wilhelm, Rule, Hans, Hermann und Nicolaus selbige, Land u. a. im Jahre 1389 an den Abt des Klosters von Sagan.[57]
- Ernst (von) Steinkeller erhält eine Bürgschaft der Stadt Cölln an der Spree über 2000 fl., urkundlich am 16. September 1544[58]
- Kunze (von) Steinkeller – „zu hoygen geiszir gesessen“ (1449), bereits in der ersten Erwähnung 1424 ansässig in Hohenjesar, blieb die Familie bis in die 1470er Jahre nachweislich[59]
- Barbara Catharina von Steinkeller aus dem Hause Krügersdorf, vermählt mit Hans Wiegand von Göllnitz[60]
 Tochter Margaretha Elisabetha von Göllnitz († 20. August 1755 in Cummerow), verehelicht mit Georg Siegfried von Maltitz (* 6. August 1665 in Cummerow; † 9. April 1729 in Cummerow)
 Deren Sohn Friedrich Erdmann von Maltitz (* 11. Februar 1704 in Cummerow; † 7. Juni 1749 in Cummerow), verehelicht mit Eva Juliane von Steinkeller
- Arndt Friedrich Albrecht (1745–1776) wurde im Gewölbe in Berlin erschossen durch Leutnant von Steinkeller, beigesetzt in den Grüften der Berliner Garnisonkirche[54]
- Ewald von Steinkeller, Ehrenritter des Johanniterordens, Ballei Brandenburg, 1905

## Von Langen-Steinkeller
Nach Erlöschen der märkischen Linie brachte die Erbtochter Friederica Louise (Person 1.1.1.1.1.1.5) von Steinkeller den Namen und das Wappen derer von Steinkeller durch Eheschließung in die Familie von Langen.
Ein weiterer Zweig des Geschlechts derer von Langen erhielt durch Adoption den Namen von Langen-Steinkeller, auch von Langenn-Steinkeller. (Person 1.1.1.1.1.1.3) Major Balthasar Christoph von Steinkeller († 1777), Erbherr auf Birckholtz, war der erste Besitzer von Birkholz. Er erwarb das Gut von Generalleutnant der Kavallerie Erdmann Ernst von Rüitz, welcher den Besitz 1740 von Georg Wilhelm von Schöning übernahm, dessen Familie seit 1605 auf Birkholz saß. Es folgte ihm sein Sohn (Person 1.1.1.1.1.1.3.1) Abraham Ernst von Steinkeller († 3. Oktober 1826). Heinrich August Sigmund von Langen (Langenn) auf Wildenow, begütert auf Birkholz und ab 1819 auf Wildenow im Kreis Friedeberg, wurde von seinem kinderlosen Onkel Abraham Ernst von Steinkeller adoptiert. Er erhielt am 9. Februar 1820 das Adelspatent für das vermehrte Wappen. Ihm folgte im Jahre 1861 Ernst Heinrich von Langenn-Steinkeller (1820–1882), welcher Birkholz im Jahre 1869 veräußerte. Die letzten Eigentümer waren Max Friedrich und Werner von Langenn-Steinkeller ab 1899. Die Familie wurde nach dem Ende des Zweiten Weltkrieges enteignet.

### Wappen
Das vereinigte Wappen gestaltet sich wie folgt: Schild der Länge nach geteilt: rechts quer geteilt, oben in Gold ein aufwachsender, rechts gekehrter, gekrönter, doppelt geschweifter, roter Löwe, unten von Blau und Silber in vier Reihen, jede zu sieben Feldern, geschacht. Links in Blau über drei grünen Hügeln drei mit den Spitzen nach dem mittleren gerichtete, silberne Schwerter mit goldenen Griffen. Auf dem Schild stehen zwei gekrönte Helme. Aus dem rechten wächst der Löwe der rechten Schildeshälfte auf, aus dem linken aber ein vorwärts sehender, um Stirn und Hüften grün bekränzter, wilder Mann, welcher in jeder Hand eine blaue Lilie nach außen hält. Die Helmdecken sind rechts rot und golden, links blau und silbern.

### Sippe
1.1.1.1.1.1.3) Balthasar Christoph von Steinkeller († 1777), Erbherr auf Birckholtz (Birkholz, Brzoza), königlich preußischer Major der Kavallerie
1.1.1.1.1.1.3.1) Abraham Ernst von Steinkeller († 3. Oktober 1826)
1.1.1.1.1.1.3.1.1) Adoption des Heinrich August Sigmund von Langen (Langenn) auf Wildenow (Wielisławice) (* 24. Februar 1788 in Kittlitz, Niederlausitz; † 31. Oktober 1867 in Birkholz), Fideikommissherr auf Birkholz, Schönfeld und Wildenow. Er ehelichte am 18. Oktober 1819 in Jasenitz, Kreis Randow die Friederike von Köller (* 1. August 1790 in Kantreck (Łoźnica); † 13. Oktober 1881 in Birkholz), Namensänderung zu von Langenn-Steinkeller
1.1.1.1.1.1.3.1.1.1.) (II) Ernst Heinrich von Langenn-Steinkeller (* 9. November 1820 in Wildenow; † 30. Juli 1882 in Birkholz), Fideikommissherr auf Birkholz und Schönfeld, ehelichte am 19. Mai 1850 in Mansfelde (Lipie Góry) (I) Emeline von Knobelsdorff (* 24. April 1827 in Mansfelde; † 28. August 1851 in Wildenow) und 13. Juli 1854 in Kantreck die (II) Cäcilie von Köller (* 13. Juni 1831 in Jasenitz; † 4. März 1885 in Schönfeld)
1.1.1.1.1.1.3.1.1.1.1) (I) Ernst Abraham von Langenn-Steinkeller (* 17. März 1851 in Wildenow; † 10. Februar 1926 in Berlin), Fideikommissherr auf Birkholz, ehelichte am 29. Juni 1886 in Friedeberg (I) die Wittwe von (Person 1.1.1.1.1.1.3.1.1.4.) Franz Heinrich von Langenn-Steinkeller (1832–1885) Elisabeth von Enckevort (* 20. Oktober 1851 in Frankfurt (Oder); † 13. Februar 1924 in Birkholz). Am 30. Dezember 1825 heiratete er in Berlin (Person 1.1.1.1.1.1.3.1.1.4.2) Agnes Charlotte Friederike von Langenn-Steinkeller (1874–1946)
1.1.1.1.1.1.3.1.1.1.1.1.) (I) Ernst von Langenn-Steinkeller zu Birkholz (* 12. August 1887 in Birkholz; 19. Juni 1943 in Birkholz), Fideikommissherr auf Birkholz, Schönfeld, Crussow und Matschdorf (Maczków), verehelicht am 23. Mai 1914 mit Carola Emma Marie Finck von Finckenstein (* 21. August 1895 in Matschdorf; † 3. Juli 1979 in Lemgo). Nach dem Tod des Bruders Graf Bogislaw Reinhold August Fink von Finkenstein (* 19. Oktober 1896 in Matschdorf; † 24. Januar 1926 in Berlin) und den folgenden Erbauseinandersetzungen, übernahm die Schwester mit ihrem Mann das 1445 Hektar große Gut Crussow und führte es bis zur Flucht 1945 weiter.
1.1.1.1.1.1.3.1.1.1.1.1.1.) Irmela von Langenn-Steinkeller (* 24. Februar 1915 in Matschdorf; † 12. Februar 1985 in Ottobrunn), verehelicht am 16. Juni 1936 mit Freiherr Hans-Sigismund Günther von Bibra (* 3. Juni 1894 in Oberems; † 7. Oktober 1973 in Würzburg)
1.1.1.1.1.1.3.1.1.1.1.1.2.) Ernst-Hasse von Langenn-Steinkeller (* 7. Dezember 1916 in Matschdorf; † 5. September 2004), Rittmeister und Kommandeur der Pz.AA 24, Ritterkreuz des Eisernen Kreuzes verliehen am 9. Juni 1944. Erster Kommandeur des Panzeraufklärungsbataillons 3 und Oberst der Bundeswehr, Verehelicht am 30. Januar 1947 in Gevelinghausen mit Anna-Therese von Alvensleben (* 15. Juni 1913; † 18. März 1997)
1.1.1.1.1.1.3.1.1.1.1.2.) (I) Oberleutnant Franz Helmut von Langenn-Steinkeller (* 23. Juli 1889 in Birkholz; † 10. März 1983 in Bad Segeberg), Rittmeister a. D., verehelicht am 20. September 1921 in Braunschweig mit Charlotte Amme (* 30. Mai 1901 in Braunschweig; † 6. August 1941 in Bellin (Bielin), Landkreis Königsberg). Er war 1915–1918 in der Osmanischen Armee, Kapitän in der Kavallerie im Iran, Teilnehmer der Schlacht von Gallipoli und Adjutant von General Friedrich Freiherr Kreß von Kressenstein. Als Hauptmann der Kavallerie in Palästina. Gegen den Willen der NS-Politik eröffnete Charlotte am 30. Mai 1937 auf ihrem Gutsbesitz einen evangelischen Kindergarten der örtlichen evangelischen Frauenhilfe. Während ihrer Abwesenheit versiegelten der stellvertretende Bürgermeister Bellins und der Landjäger am 2. Oktober 1937 das Gutsgebäude, in welchem sich der Kindergarten befand. Sie beschlagnahmten den Schlüssel und entfernten das Emailleschild der Inneren Mission an der Tür. Die von Langenn-Steinkeller mussten einsehen, das weder ihr Ansehen als Offiziersfamilie und ihr Stand, noch ihr Besitz vor der Schließung schützten. Auch Eingaben, an das Ministerium in Berlin gerichtet, brachten keinen Erfolg. Das Führerprinzip und die Unterordnung unter die Gaustellen überwog die vermeintliche Glaubensfreiheit und ein christliches Erziehungsrecht im Sinne der Gleichschaltung bereits im Kindergartenalter.
1.1.1.1.1.1.3.1.1.1.1.2.1.) Ingrid von Langenn-Steinkeller (* 13. September 1922 in Braunschweig), verehelicht am 26. März 1944 in Bellin mit (I) Hans-Ulrich von Oertzen (* 6. März 1915 in Berlin; † 21. Juli 1944 Selbstmord in Berlin), Major im Generalstab und Widerstandskämpfer des 20. Juli 1944. Diese Ehe kam erst zustande, nachdem ihr Vater Referenzen über den mittellosen von Oertzen eingezogen hatte, aus Sorge, dieser könne es auf das Erbe abgesehen haben und die trauernde Ingrid ausnutzen, nachdem ihr Verlobter, Leutnant Sieghard von Saldern 1941 gefallen war. Am 10. August 1947 ehelichte sie in Hamburg (II) Dr. med. Martin Simonsen (* 23. Juli 1906 in Sörup), Chefarzt des Kreiskrankenhauses in Bad Segeberg.
1.1.1.1.1.1.3.1.1.2.) (II) Klara von Langenn-Steinkeller (* um 1825 in Birkholz), verheiratet mit Ludwig von Wedemeyer auf Schönrade (Tuczno) (* 12. September 1819 in Langhagen bei Güstrow; † 22. November 1875 in Schönrade)
1.1.1.1.1.1.3.1.1.2.1.) Gertrud von Wedemeyer (* 2. Juni 1864; † 23. August 1930 auf Gut Seefeld), verehelicht mit Anatol Graf von Bredow (* 7. Januar 1859 in Potsdam; † 22. März 1941 auf Gut Seefeld), zuletzt General der Kavallerie
1.1.1.1.1.1.3.1.1.2.1.1) Maria Gertrud Amalie Anna Elisabeth Gräfin von Bredow (* 11. März 1899 in Berlin-Charlottenburg; † 1. Oktober 1958 in Eldhagen) war eine deutsche Landwirtin und Politikerin
1.1.1.1.1.1.3.1.1.3.) (II) Max Friedrich von Langenn-Steinkeller (* 23. Mai 1826 in Wildenow; † 11. Dezember 1894 in Wildenow), königlich preußischer Rittmeister. Er ehelichte Anna von der Mülbe (22. Oktober 1842 in Ehrenbreitenstein; † 24. Januar 1914 in Charlottenburg-Westend)
1.1.1.1.1.1.3.1.1.3.1.) Werner Heinrich Maximilian von Langenn-Steinkeller (* 8. Juli 1878 in Wildenow; † 9. Oktober 1945 in Burg bei Magdeburg)
1.1.1.1.1.1.3.1.1.4.) (II) Franz Heinrich von Langenn-Steinkeller (* 7. Februar 1832 in Birkholz; † 3. Februar 1885 in Putbus auf Rügen), königlich preußischer Major. Er ehelichte am 25. November 1868 in Breslau die (I) Agnes von Massow (* 5. Februar 1846 in Bronau (Bronów), Landkreis Guhrau; † 28. März 1875 in Gleiwitz). Danach ehelichte er am 18. März 1879 in Friedeberg (II) Elisabeth von Enckevort (* 20. Oktober 1851 in Frankfurt (Oder); † 13. Februar 1924 in Birkholz). Im Jahre 1858 ging er als Auswanderer nach Österreich.
1.1.1.1.1.1.3.1.1.4.1) (I) Erich Franz Heinrich Gneomar von Langenn-Steinkeller (* 8. April 1872 in Elbing; ×† 30. März 1917 in Mahenge, Deutsch-Ostafrika), kaiserlicher Major der Schutztruppe für Deutsch-Ostafrika, deutscher Resident zwischen 1909 und dem 6. Juni 1916 in Burundi, Deutsch-Ostafrika. Seine Ehefrau war Ella Breest (* 29. Januar 1884 in Berlin), geehelicht am 13. März 1916 in Usumburu.
1.1.1.1.1.1.3.1.1.4.2) (I) Agnes Charlotte Friederike von Langenn-Steinkeller (* 9. März 1874 in Elbing; † 29. Januar 1946 in Berlin) ehelichte am 30. Dezember 1925 in Berlin (Person 1.1.1.1.1.1.3.1.1.1.1) Ernst Abraham von Langenn-Steinkeller (1851–1926)
1.1.1.1.1.1.3.1.1.4.3) (II) Ellinoe Elisabeth von Langenn-Steinkeller (* 15. Dezember 1879 in Lissa, Schlesien; † 9. Februar 1954 in Lemgo), ehelichte am 10. Dezember 1913 in Birkholz Georg Wichura (* 15. Dezember 1851 in Ratibor; † 11. Dezember 1923 in Frankfurt (Oder)), zuletzt preußischer General der Infanterie
1.1.1.1.1.1.3.1.1.4.4) (II) Asta Franziska von Langenn-Steinkeller (* 27. Juni 1881 in Lissa) ehelichte am 1. Oktober 1902 in Birkholz (I) Ehrentreich von Stranz (* 17. März 1877 in Potsdam; ×† 4. Dezember 1914 in Tschunige-Borowe, Polen), königlich preußischer Rittmeister. Danach heiratete sie am 2. Februar 1919 in Birkholz (II) Albert von Gabrowski (* 18. März 1874 in Wymislowo, Kreis Obornik; † 26. Oktober 1941 in Dresden)
1.1.1.1.1.1.3.1.1.4.5) (II) Wilhelmine Elisabeth Brigitte Marie von Langenn-Steinkeller (* 24. Dezember 1883 in Putbus) ehelichte am 22. November 1906 in Birkholz den Julius Dinglinger (* 31. August 1883 in Neu Placht bei Neubrandenburg; † 27. Januar 1924 in Altona), königlich preußischer Major
1.1.1.1.1.1.3.1.1.5.) (II) eine Tochter (* um 1834 in Birkholz)
1.1.1.1.1.1.3.1.1.6.) (II) Lilli von Langenn-Steinkeller (* um 1836 in Birkholz)

#### Namensträger
- Franz von Langen-Steinkeller, Rittmeister 2. Klasse seit dem 17. Juni 1865[77]
- Erich von Langenn-Steinkeller (* 8. April 1872 in Elbing; † 30. März 1917 in Mahenge, Deutsch-Ostafrika), Offizier und Kolonialresident im Königreich Burundi.
- Diakon Bogislaw von Langenn-Steinkeller (* 2. September 1965 in Regensburg),[78] Abteilungsdirektor im Bereich Windkraftfinanzierung bei der HypoVereinsbank, ab 2005 Geschäftsführer der WPD international, Vorstandsmitglied der WPD A.G.[79] Er ist Mitglied des Ordens des Heiligen Lazarus von Jerusalem, Großballei Deutschland (OSLJ), Kommende Berlin[80] und Diakon der katholischen Pfarrei Maria Hilfe der Christen in Ahrensburg.

## Weitere Literatur
- Helmut Strizek: Geschenkte Kolonien. Ruanda und Burundi unter deutscher Herrschaft. Mit einem Essay über die Entwicklung bis zur Gegenwart. In: Schlaglichter der Kolonialgeschichte, 4. Christoph Links Verlag, Berlin 2006, ISBN 3-86153-390-1.